# Mount Kain
Mount Kain är ett berg i Kanada.   Det ligger i provinsen British Columbia, i den centrala delen av landet, 3 200 km väster om huvudstaden Ottawa. Toppen på Mount Kain är 2 880 meter över havet, eller 299 meter över den omgivande terrängen. Bredden vid basen är 2,3 km.
Terrängen runt Mount Kain är huvudsakligen bergig.Trakten runt Mount Kain är nära nog obefolkad, med mindre än två invånare per kvadratkilometer.. 
I omgivningarna runt Mount Kain växer i huvudsak barrskog.